# Mikrovlnná hypertermie
Mikrovlnná hypertermie je lékařská metoda, při níž je tkáň vystavena pomocí mikrovlnného záření zvýšené teplotě. Následkem toho tyto tkáně odumírají nebo jsou náchylnější k odumření. Používá se např. při léčbě zvětšené prostaty jako tzv. transuretrální mikrovlnná terapie či jako alternativní způsob léčby u některých typů rakoviny jater.
Obecně však použití mikrovlnné termoterapie k léčbě rakoviny není podpořeno solidními důkazy a není doporučeno.

## Fyzikální princip

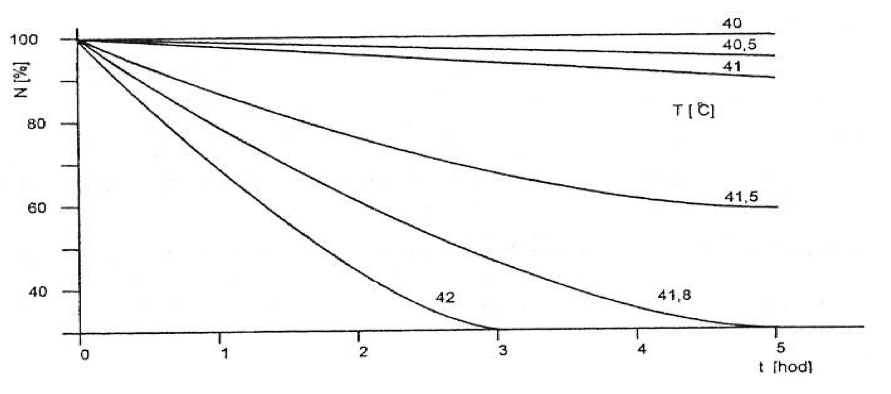
Závislost přežití buněk na teplotě T a době ohřevu t

Důvodem, proč by mohla být hypertermie použita k léčbě rakoviny, je rozdíl ve fyziologii rakovinné a normální zdravé tkáně. Krevní řečiště v nádorových tkáních je nedokonale vytvořeno, což vede k hypoxii a nízkému pH. Díky těmto podmínkám je nádorová tkáň náchylnější k přehřátí. U nádorů větších jak 2 cm je nedostatečné prokrvení znát již při 41 °C.
Hlavní příčinou buněčné smrti je denaturace proteinů, ke které dochází při teplotách vyšších jak 40 °C. Denaturace proteinů je nevratný proces, kdy dochází k jejich rozkladu a jsou pro buňku zbytečné. To vede k následné smrti buňky. Dalšími mechanismy hypertermie jsou poškození buněčných organel a potlačení metabolických funkcí buňky.

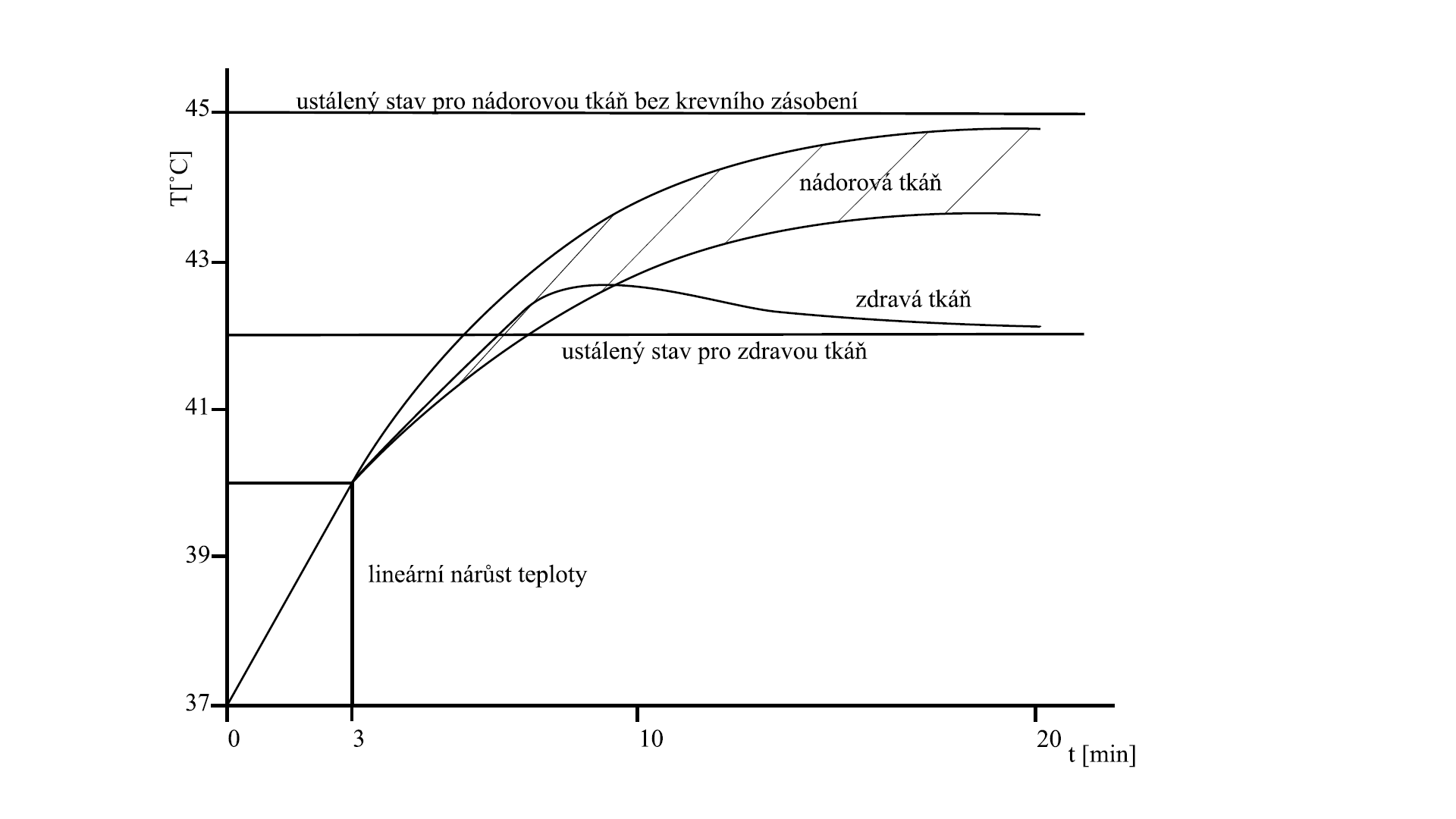
Průběh teploty v čase ve zdravé a nádorové tkáni za stejných podmínek ohřevu

Účinek hypertermie je funkcí času a teploty. Kritická teplota pro terapeutický účinek je od 40 do 45 °C. Záleží na pacientovi a na druhu nádoru. Pro více procedur během jedné léčby, je třeba dbát na správné krokové zvyšování a snižování teploty. Krokové změny teploty jsou důležité, protože může dojít k termotoleranci. Buňky, které jsou léčeny při teplotě nad 43 °C po krátkou dobu, jsou více citlivé na následnou léčbu při nižších teplotách. Pokud počáteční léčba začíná při teplotách pod 43 °C, buňky jsou více rezistentní vůči následné léčbě při jakékoliv teplotě. Mechanizmus termotolerance není zcela znám, ale proteiny tepelného šoku chrání buňku před nekrózou.